# Mohammed Attaibi
Mohammed Attaibi, né le 23 octobre 1987 à Amsterdam, est un joueur international néerlandais de futsal.

## Biographie
Mohammed Attaibi naît à Amsterdam aux Pays-Bas dans une famille d'origine marocaine. Âgé de sept ans, il s'inscrit dans un club de football. Jouant régulièrement au foot dans son quartier, l'oncle d'un voisin, entraîneur dans le club ZSGO/WMS Osdorp remarque le talent du jeune Attaibi et décide d'entrer en contact avec les parents d'Attaibi pour intégrer le jeune dans son club.
Le joueur est remarqué par l'Ajax Amsterdam. Il intègre son centre de formation et côtoie des joueurs de sa catégorie comme Nordin Amrabat, Diego Biseswar ou encore Gregory van der Wiel. Il évolue à l'Ajax pendant quatre ans.
Le joueur n'a eu aucune proposition de contrat professionnel. Plusieurs clubs amateurs voulaient recruter Attaibi, mais celui-ci refuse car aucun salaire ne sera versé pendant que ce dernier étudie en même temps à l'Université d'Amsterdam. Le joueur finira par se lancer dans le futsal. Il commence sa carrière de futsal dans le club OS Lusitanos et est très vite appelé pour jouer avec les Pays-Bas espoirs futsal. Il étudie jusqu'à ses 24 ans à l'Université d'Amsterdam dans le domaine sociologie.
Le 28 octobre 2008, il commence officiellement sa carrière internationale avec les Pays-Bas futsal dans un match face à l'Angleterre.